# Фернандо VII
Фернандо VII (1784 – 1833) е крал на Испания на два пъти – за кратко през 1808 г., когато е свален от Наполеон Бонапарт, по време на Полуостровната война, а след прогонването на французите от страната - отново през (1814 – 1833) е възстановен на престола. Син е на крал Карлос IV и кралица Мария-Луиза Бурбон-Пармска. Възкачва се на престола след абдикацията на баща си. От съвсем млад той демонстрира дълбока омраза към Мануел Годой, фаворит на майка му и пръв министър на Испания, който упражнява силно влияние върху родителите му. Сред началните стъпки на първото управление на Фернандо е арестуването на Годой. Между 1808 и 1813, Фердинанд и баща му са изпратени във Франция от Наполеон. Там на практика са затворници.
Отново на власт от 1814 г., Фернандо бърза да възстанови Испанската инквизиция, премахната по време на отсъствието му, преследва либерално настроените си поданици и с методите си на управление провокира революцията от 1820 г., потушена жестоко с изпратена от френския крал Луи XVIII военна помощ. Фернандо VII полага и напразни усилия да си възвърне испанските колонии в Америка. Именно по време на неговото управление всички колонии на испанската корона отвъд океана (с изключение на Антилите) извоюват независимостта си от Испания.